# Vernanimalcula guizhouena
Vernanimalcula guizhouena — найдавніша відома тварина з двобічною симетрією тіла, жила в морях едіакарського періоду приблизно 600—580 млн років тому. Це була тварина з тришаровою будовою тіла. Мала рот, кишковик, навіть порожнини тіла (целомічні сумки) і анус. Вона мала овальну форму, розміри досягали 100—200 мікрон. Ймовірно, повзала по дну і ротом всмоктувала різні мікроорганізми.
Цю тварину було знайдено в гірських породах формації Доушаньтуо неподалік від міста Веньгана в провінції Гуйчжоу (Китай). Назва Vernanimalcula означає «маленька весняна тваринка». Це пов'язане з гіпотезою великого зледеніння (Земля-сніжка), яке закінчилося незадовго до часу, коли жили ці тварини.